# Grevillea preissii
Grevillea preissii är en tvåhjärtbladig växtart. Grevillea preissii ingår i släktet Grevillea och familjen Proteaceae.

## Underarter
Arten delas in i följande underarter:
- G. p. glabrilimba
- G. p. preissii